# Struikhei
Struikhei (Calluna vulgaris) is een soort uit de heidefamilie (Ericaceae). De soort komt in heel Europa voor, maar vooral in Midden- en Noord-Europa. Naar het oosten komt de plant tot West-Siberië voor. In de negentiende eeuw is struikhei door Schotse immigranten meegenomen naar Canada en heeft zich vandaar uit over geheel Noord-Amerika verspreid. Het is de enige soort uit het geslacht Calluna, een zogeheten monotypisch geslacht. 

## Determinatie
Struikhei wordt 10–100 cm hoog, op sommige plaatsen bereikt oude struikhei een hoogte van 150 cm. De plant heeft tweeslachtige, symmetrische bloemen. De kelk en de kroonblad hebben dezelfde kleur. Aan het eind van de takjes zitten de paarse bloemen, die zorgen eind juli tot begin september voor de paarse heidevelden. Elke bloem heeft twee schutblaadjes. Vooral in natte jaren is de bloei uitbundig. De bloemkroon blijft nog lang vastzitten ook nadat de plant uitgebloeid is. De bloeiwijze is trosvormig. Aan de takjes zitten kleine ongesteelde, lancetvormige blaadjes. Aan de voet van de blaadjes zitten twee priemvormige oortjes.

## Ecologie
Struikhei komt voor op arme zandgronden en in kalkarme duinen en gebergtes boven de boomgrens. De heidevegetatie op de armere zandgronden kan alleen in stand gehouden worden door het verschralen van de grond, bijvoorbeeld door regelmatig af te plaggen. Voor het onderhoud is begrazing effectief, en ook afbranden wordt wel toegepast. Afbranden heeft ook wel positieve effecten voor sommige heidegebonden soorten als de kleine wrattenbijter en mogelijk voor jeneverbes. Bij een wat rijkere grond kan vergrassing optreden. Ook is verbraming soms een probleem.
De nectar is door insecten makkelijk te bereiken. Naast honingbijen en hommels komen ook graafbijen met een korte tong, gewone wespen en vliegen op de nectar af. Voor de gewone heispanner is struikhei ook een waardplant.

### Syntaxonomie
In de syntaxonomie staat struikhei te boek als kensoort voor de klasse van droge heiden (Calluno-Ulicetea). Binnen deze klasse geldt zij als zwakke preferente soort voor de associatie van struikhei en stekelbrem.

## Gebruik
De takken werden vroeger veel gebruikt voor het maken van bezems. Ook nu nog zijn deze bezems te verkrijgen.

## Siertuin
In de siertuin kan struikhei na de bloei gesnoeid worden. Voor aanplant kunnen de volgende cultivars gebruikt worden:
- C. vulgaris 'Belg Gold': wintergroen, gele blaadjes en witte bloemen, bloei augustus - september.
- C. vulgaris 'Beoley Criminaliteit': wintergroen, karmijnrode bloemen, bloei september- oktober.
- C. vulgaris 'Alba Erecta': wintergroen, zuiver witte bloemen, bloei augustus - september.
- C. vulgaris 'Alportii': wintergroen, paarse bloemen, bloei augustus - september.

## Fotogalerij

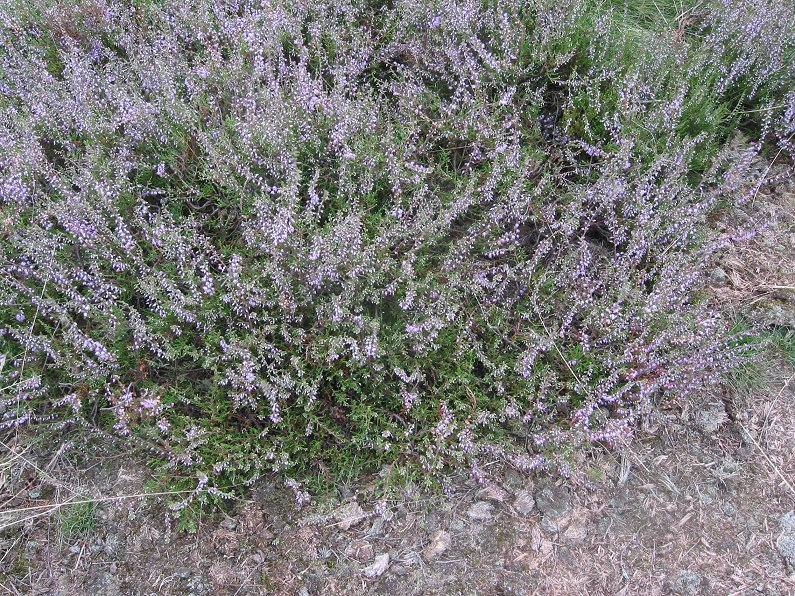
Struik
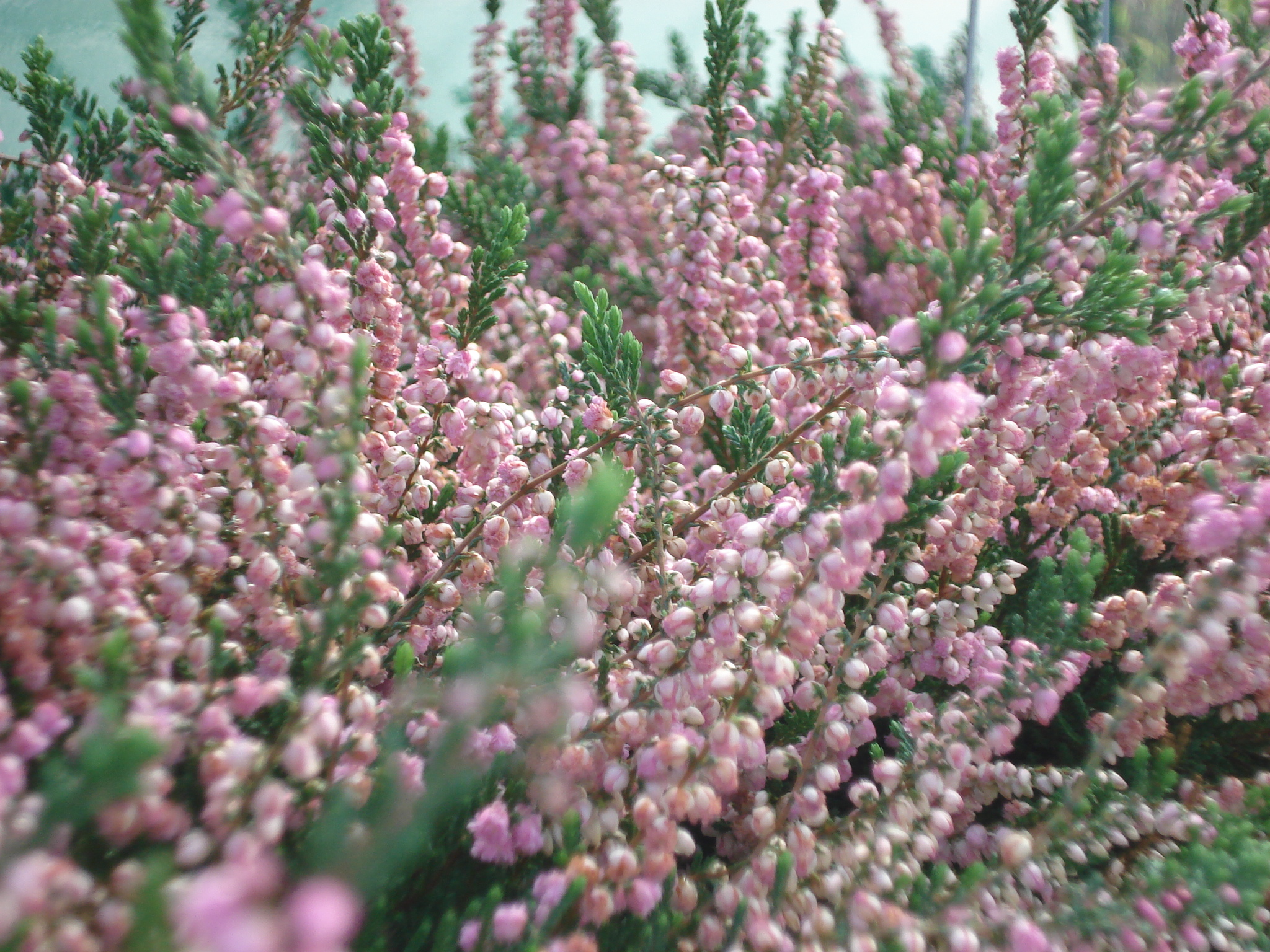
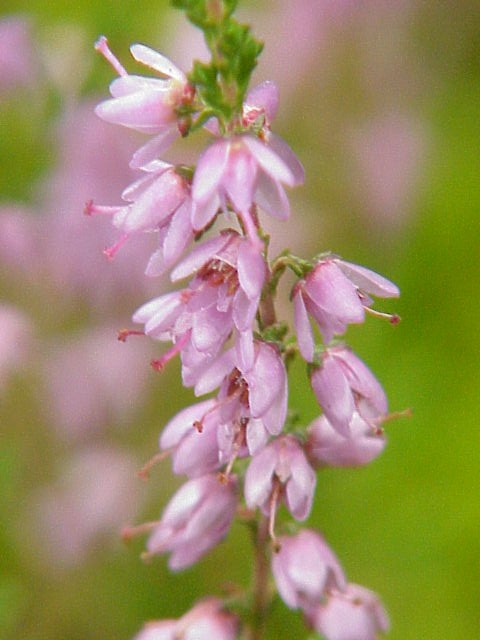
Close-up
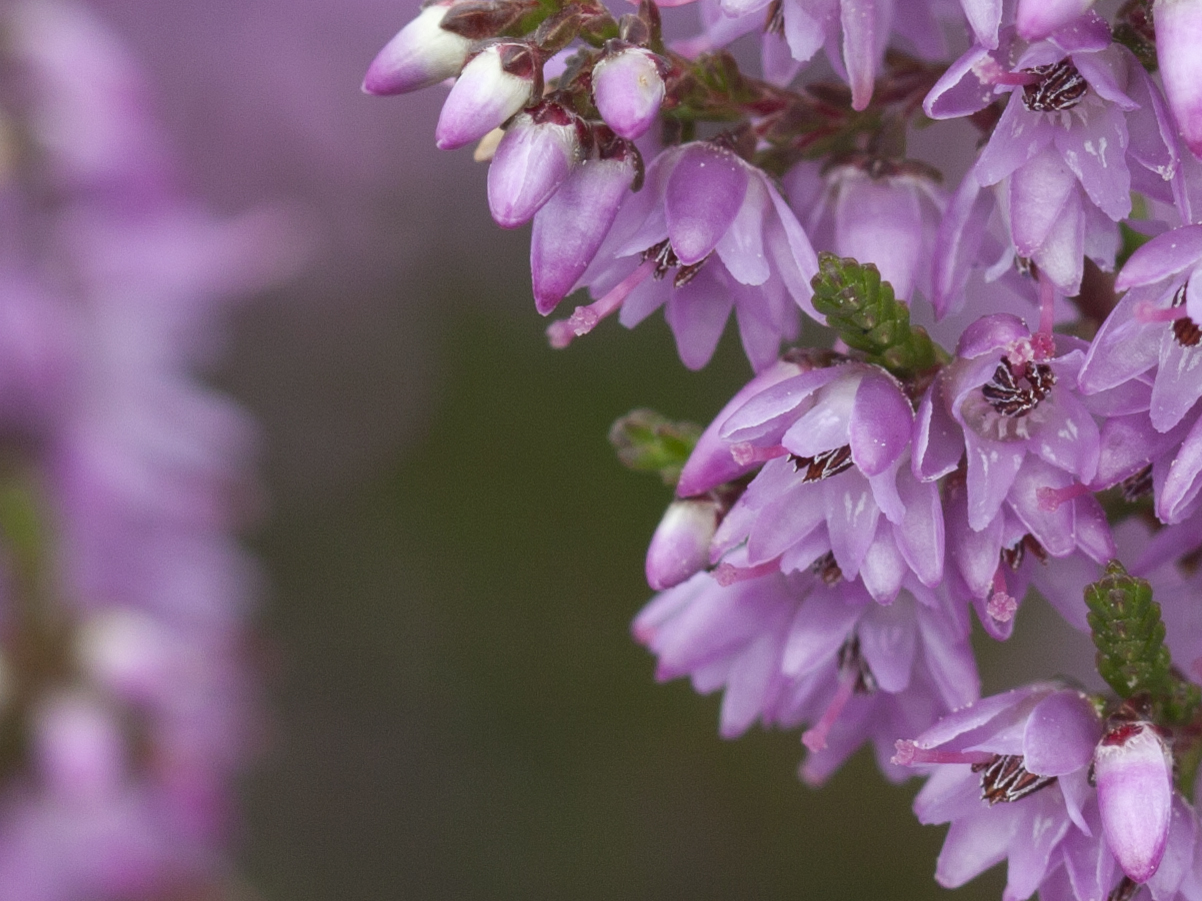
Struikhei bloemen